# Agostino da Norcia
Agostino da Norcia (XIV secolo – XV secolo) è stato un religioso, mistico e filosofo italiano, originario dell'Umbria. Scrisse, a quanto risulta da fonti indirette, un libello intitolato De Amore – Fundamenta Mundis ac Ethicae..
Di lui non si sa molto e il poco che si sa è incerto; della sua esistenza infatti si è appreso attraverso i riferimenti nei testi di alcuni autori, i più famosi dei quali sono Bruno e Mersenne, che lo nominano e citano. Alcuni filologi sostengono, peraltro, che il nome “Agostino” sarebbe in realtà uno pseudonimo, dietro il quale potrebbe nascondersi un autore, probabilmente ben più famoso e conosciuto, che si servì di tale nome d'arte per evitare censure e guai con la Chiesa.
Secondo alcune ricostruzioni visse in Italia, prevalentemente fra la Toscana e l'Umbria. Stando a quanto racconta Mersenne in una lettera al fratello morì nel Lazio.

## L'opera
Il nucleo centrale del suo pensiero consiste nell'unione dell'idea di Dio come Amore con uno spunto, totalmente riadattato, di derivazione neoplatonica, secondo cui la realtà è emanazione, a partire da livelli di purezza e deità più elevati.
Agostino, facendo dell'Amore la caratteristica principale di Dio, arrivava a dire che la realtà coincide con l'Amore, in forme più o meno degradate. Da questo concetto fa derivare una forte istanza di svelamento: nonostante l'apparente neutralità emotiva del reale, il vero fondamento divino, e quindi dell'universo, è l'amore.
La verità si consegue quindi applicando questo principio all'apparenza fenomenica degli oggetti, in modo da svelarne il vero essere, cioè il principio di Amore. Il suo passo più celebre, tuttavia, riguarda l'etimologia della parola “desiderium”, che Agostino collega all'espressione “de sidera”: come le stelle, infatti, sono qualcosa che percepiamo con i sensi, ma senza potere esperire direttamente l'Amore che da loro scaturisce, così il desiderio è in realtà mera apparenza sotto la quale si cela un bisogno. Il desiderio, questo tendere all'apparenza, scompare completamente solo una volta compreso fino in fondo il fondamento dell'essere, nella mystica copulatio raggiungibile attraverso la preghiera e la meditazione.
Il suo pensiero, quindi, sembra unire una forte istanza metafisica a un'altrettanto forte istanza etica, cercando nella realtà una fondamentale armonicità di senso che è compito di ogni uomo, scopertala, riprodurre e preservare.